# Argos Volley
L'Argos Volley è una società pallavolistica maschile italiana con sede a Sora: milita nel campionato di Serie B.